# Constantin Brandt
Constantin Brandt (* 28. Januar 1988 in München) ist ein deutscher Schauspieler.

## Leben
Constantin Brandt wuchs in München auf. Im Alter von 14 Jahren sammelte er auf einem Internat in Bayern erste Bühnenerfahrung. Nach seinem Abitur 2007 begann er mit der Schauspielerei. Sein TV-Debüt gab er 2008 in dem ProSieben-Film Machen wir’s auf Finnisch.
Vom 2. März 2009 bis zum 24. Februar 2010 war Brandt in der Telenovela Alisa – Folge deinem Herzen als Jonas Lenz zu sehen. Nach der Titeländerung auf Hanna – Folge deinem Herzen mit neuer Hauptdarstellerin ab Folge 241 war er in der Telenovela bis zum 17. September 2010 in derselben Rolle zu sehen. In den folgenden Jahren stand er in diversen TV-Formaten und Episodenrollen, unter anderem für die bayerische Daily-Soap Dahoam is Dahoam vor der Kamera.
Brandt lebt in Berlin und München.

## Filmografie (Auswahl)
- 2007: Ad Infinitum (Kurzfilm)
- 2008: Machen wir’s auf Finnisch (Fernsehfilm)
- 2008/2009: Alisa – Folge deinem Herzen (Serie)
- 2009/2010: Hanna – Folge deinem Herzen (Serie)
- 2010: Kreuzfahrt (AT) (Pilotfilm)
- 2011: Herzflimmern (Serie)
- 2011: Dahoam is Dahoam (Serie)